# Asphalt 3D
Asphalt 3D est un jeu vidéo de course développé par le studio Gameloft et édité par Ubisoft en 2011 sur Nintendo 3DS. Il accompagne la nouvelle console de Nintendo lors de sa sortie européenne.

## Système de jeu
Le jeu est constitué de 17 circuits différents avec plusieurs modes de jeu et une bonne quantité de véhicules de marque dont des motos. On peut trouver comme modes de jeu :
- Des courses poursuites avec la police
- Des courses basiques sur des circuits
- Le mode Chrono où le but est de réaliser le meilleur temps.
- Le mode Chef de Meute
- Le mode Justicier
- Ainsi que des duels ou encore des courses au cash où l'on récupère de l'argent.

On trouve aussi un mode multijoueur en local afin de jouer avec des amis. Il y a des fonctionnalités online comme les classements ou encore les téléchargements de fantômes.
Le joueur doit réussir plusieurs courses afin d'améliorer son niveau. Le niveau permet au joueur de trouver des nouveaux sponsors dans le but d'obtenir de nombreux items bonus.

## Véhicules
- Abarth 500
- Aston Martin DBS Volante
- Aston Martin One-77
- Aston Martin V12 Vantage
- Audi R8
- Audi RS5
- Audi S5
- Audi TTRS
- Bentley Continental GT
- Bentley Continental Supersports
- Bentley Speed 8
- BMW M3 GTS (E92)
- BMW M6 (E63)
- BMW Z4 (E89)
- Bugatti Veyron
- Can-Am Spyder
- Citroën Survolt
- Ducati 1198
- Ducati Hypermotard
- Ferrari 430 Scuderia
- Ferrari 458 Italia
- Ferrari 599 GTO
- Ferrari California
- Ford Shelby GT500
- KTM 1190 RC8 R
- KTM X-Bow
- Lamborghini Estoque
- Lamborghini Gallardo LP570-4 Superleggera
- Lamborghini Murcielago LP670-4 SV
- Maserati Granturismo S
- McLaren MP4-12C
- Mercedes-Benz C63 AMG
- Mercedes-Benz Classe C DTM
- Mercedes-Benz SLR Stirling Moss
- Mini Cooper S
- Nissan 370Z
- Nissan GT-R
- Pagani Zonda Cinque
- Ruf 3400K
- Ruf CTR3
- Ruf Rt 12
- Tesla Roadster
- Toyota Supra

## Circuits
- Aspen
- Athènes
- Berlin
- Hawaï
- Las Vegas
- Le Cap
- New York
- Paris
- Pise
- Rio de Janeiro
- Rome
- Saint-Tropez
- San Francisco
- Tokyo

## Accueil
Asphalt 3D est mal accueilli par la presse spécialisée. Il recueille un score de 43 % sur Metacritic sur la base de 37 critiques.